# ふれあい公設市場

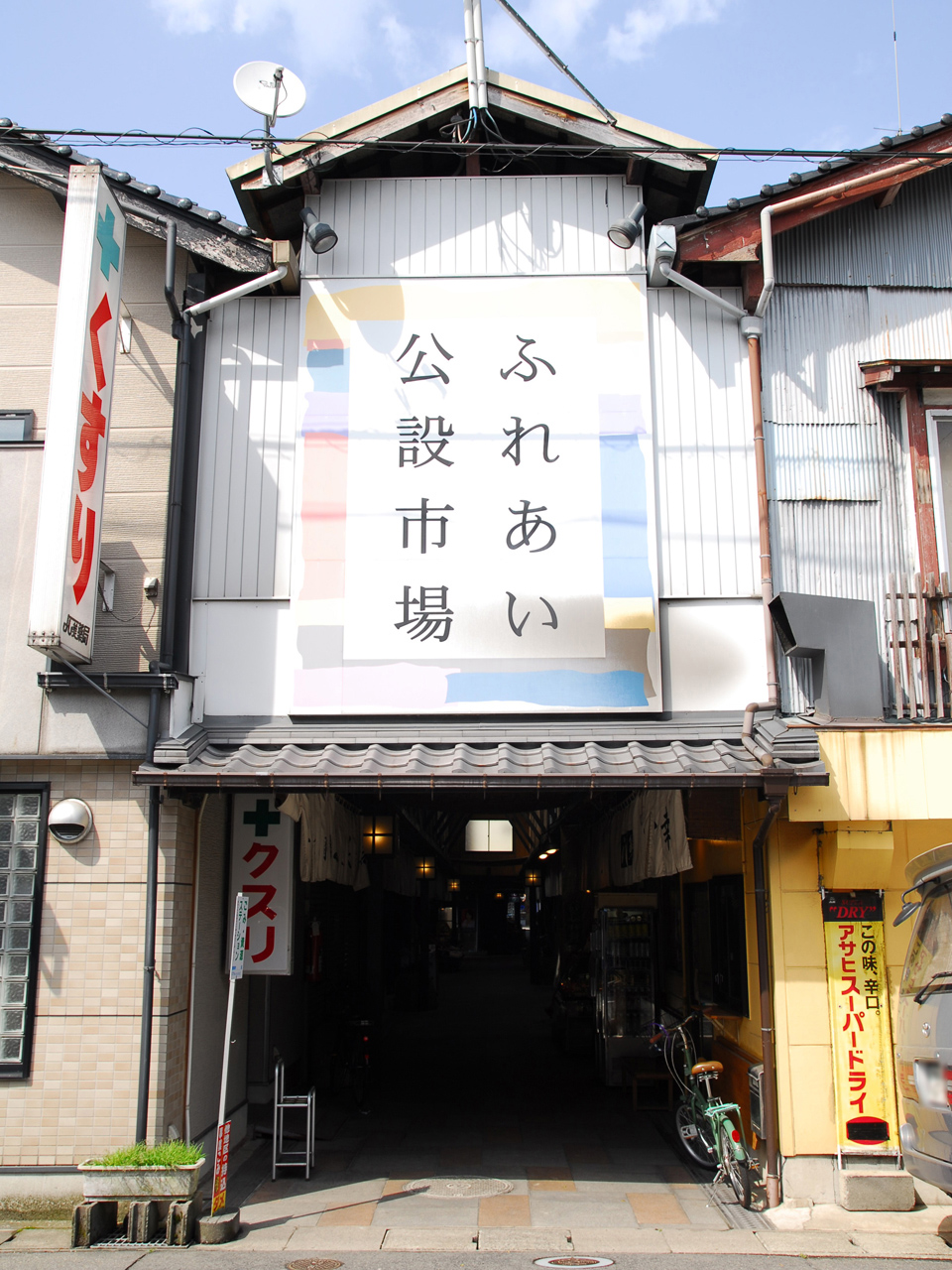
ふれあい公設市場（生田通り側より）

ふれあい公設市場（ふれあいこうせついちば）は兵庫県豊岡市にある公設市場。

## 概要
豊岡市の目抜き通りである大開通りと生田通りに面した常設の市場で、南北に約70mにわたって伸びる。日本で最も古いとされる木造市場であり、古くから豊岡市の台所として親しまれている。
生花、鮮魚、天ぷら、菓子、健康食品などの食料品を取り扱う販売店のほか、居酒屋、うなぎ屋、薬屋、スナック店などが14軒（2016年3月現在）が立ち並んでいる。
2003年4月には市の助成を受けた豊岡商工会議所により、全店舗に庇を取り付けた「町屋風」に改装するとともに、名称を「公設市場」から「ふれあい公設市場」に改称し、改装記念式典が行われた。

## 所在地
- 兵庫県豊岡市千代田町

## 交通
- JR西日本 山陰本線 豊岡駅より大開通り（豊岡駅通商店街）を東へ450m、徒歩約5分
- コバス（コミュニティバス） - 豊岡市役所下車すぐ

## 周辺
- 新川野外市場（あおぞら市場）
- JR西日本 山陰本線 豊岡駅
- 豊岡駅通商店街
- 豊岡市役所
- 但馬銀行本店
- 豊岡市立豊岡小学校
- 神武山公園
- 山王公園